# Gibraltári font
A gibraltári font a Gibraltári Kormányzóság által kibocsátott pénznem. Egyenértékű a font sterlinggel, mellyel szabadon átváltható. Saját érméket 1988, papírpénzeket 1914 óta bocsátanak ki. Valamennyi helyi fém- és papírpénzen II. Erzsébet királynő portréja szerepel fő motívumként. A brit érmék és a Bank of England bankjegyei Gibraltárban törvényes fizetőeszköznek minősülnek.

## Bankjegyek

### Az 1914-es "Series A" szükség és "Series B" címletsorok
Az első világháború kitörése miatt 1914-ben a Gibraltári Kormányzóság saját papírpénzek kibocsátására kényszerült. Ennek törvényi felhatalmazását az Ordinance 10 of 1914 teremtette meg. 2 shillinges (1/10 font), 10 shillinges (1/2 font), 1, 5 és 50 fontos címletek kerültek forgalomba. Még a "Series A" sorozat gyenge minőségű szükségpénz volt, addig a "Series B" bankói már komoly nyomdatechnika felhasználásával készültek. Érdekesség, hogy a "Series A" és a "Series B" címletsorokon szerepelt egyedül spanyol nyelvű értékjelzés is a gibraltári papírpénzek közül.

### Az 1927-es széria
1927-ben új, háromtagú címletsor került forgalomba.10 shilling, 1 és 5 font névértékben. Előoldalikra egységesen a Gibraltár-szikla (Rock of Gibraltar), még hátoldalukra a gyarmat címere került. A 10 shillingest a font sterling decimalizálása során érmére cserélték 1969-ben. Az 1 és 5 fontosokat egészen 1975-ig nyomtatták.

### Az 1975-ös első, II. Erzsébetet ábrázoló széria
1975-től akkor modern és korszerű biztonsági elemekkel ellátott, a Bank of England korabeli címletsorának paramétereihez illeszkedő gibraltári sorozat került forgalomba. Ennek előoldalára egységesen II. Erzsébet Anthony Buckley 1960-as fényképe alapján készült portréja, a gyarmat címere és a gibraltári szikla kerültek. Az 1, az 5, a 10 és a 20 fontost 1975-től, az 50-est pedig 1986-tól bocsátották ki. Az 1 és az 5 fontos hátoldalán a brit kormányzó rezidenciája, a Covenant of Gibraltar, a 10 és a 20 fontosén a helyi parlament épülete, az 50 fontosén a szikla látképe látható. A sorozatot a neves brit cég, a Thomas de La Rue (De La Rue plc) nyomtatta. A biztonsági elemeket a metszetmélynyomtatás (intaglio technika), az ofszet alapnyomat, a fémszál és az árnyalatos vízjel (II. Erzsébet portréja) jelentették.
| Névérték | Méret       | Szín                      | Leírás                                                  | Leírás                | Dátumok                                                         | Dátumok    | Dátumok     |
| Névérték | Méret       | Szín                      | Előoldal                                                | Hátoldal              | dátumváltozatok                                                 | kibocsátás | visszavonás |
| -------- | ----------- | ------------------------- | ------------------------------------------------------- | --------------------- | --------------------------------------------------------------- | ---------- | ----------- |
| 1 font   | 135 x 67 mm | vörösesbarna              | II. Erzsébet brit királynő, Gibraltár címere és látképe | Covenant of Gibraltar | 1975.11.20., 1979.09.15., 1983.11.10., 1986.10.21., 1988.08.04. |            | 1995        |
| 5 font   | 145 x 78 mm | zöld                      | II. Erzsébet brit királynő, Gibraltár címere és látképe | Covenant of Gibraltar | 1975.11.20, 1988.08.04.                                         |            | 1995        |
| 10 font  | 151 x 85 mm | kék                       | II. Erzsébet brit királynő, Gibraltár címere és látképe | Parliament Building   | 1975.11.20., 1986.10.21.                                        |            | 1995        |
| 20 font  | 160 x 90 mm | sárgásbarna, narancssárga | II. Erzsébet brit királynő, Gibraltár címere és látképe | Parliament Building   | 1975.11.20., 1979.09.15., 1986.07.01.                           |            | 1995        |
| 50 font  | 169 x 95 mm | lila                      | II. Erzsébet brit királynő, Gibraltár címere és látképe | Gibraltár-szikla      | 1986.11.27.                                                     |            | 1995        |

### Az 1995-2006 közötti szériák
1995-ben újabb, a Bank of England 1990-1994 között bevezetettz címletsorának paramétereihez és stílusához illeszkedő gibraltári sorozat került forgalomba. Az előoldalra egységesen II. Erzsébet Terry O'Neill 1992-ben készült idős királynőt ábrázoló portréfotója alapján készült ábrázolása került. A hátoldalra pedig Gibraltárhoz köthető neves személyiségek képmása. Az 5 font sterlingesen Tarik ibn Zeyad (670-720) arab hadvezér, Gibraltár névadója, a 10 fontoson George Augustus Eliott (1717-1790) brit tábornok, a nagy spanyol-francia ostrom (The Great Siege 1779-1783) sikeres védője, a 20-ason Lord Nelson (1758-1805) és az HMS Victory sorhajó, az 50 fontoson Sir Winston Churchill (1874-1965) látható. Ezt a szériát is a brit Thomas de La Rue (De La Rue plc) cég nyomtatta. A biztonsági elemeket a metszetmélynyomtatás (intaglio technika), az ofszet alapnyomat, a bújtatott fémszál, az árnyalatos vízjel, az UV motívumokk, az illeszkedő jelzés, mikroírás és a rejtett kép jelentették.
| Névérték | Méret       | Szín         | Leírás                                       | Leírás                                                                                      | Dátumok                  | Dátumok    | Dátumok     |
| Névérték | Méret       | Szín         | Előoldal                                     | Hátoldal                                                                                    | dátumváltozatok          | kibocsátás | visszavonás |
| -------- | ----------- | ------------ | -------------------------------------------- | ------------------------------------------------------------------------------------------- | ------------------------ | ---------- | ----------- |
| 5 font   | 135 x 70 mm | zöld         | II. Erzsébet brit királynő, Gibraltár címere | Tarik ibn Zeyad (670-720), Moorish castle                                                   | 1995.07.01.              |            | 2012        |
| 10 font  | 142 x 75 mm | vörösesbarna | II. Erzsébet brit királynő, Gibraltár címere | George Augustus Eliott tábornok, Heathfield bárója (1717-1790) és a nagy ostrom (1779-1783) | 1995.07.01., 2006.12.01. |            | 2012        |
| 20 font  | 150 x 80 mm | lila         | II. Erzsébet brit királynő, Gibraltár címere | Lord Nelson (1758-1805) és az HMS Victory sorhajó                                           | 1995.07.01., 2006.12.01. |            | 2012        |
| 50 font  | 156 x 85 mm | vörös        | II. Erzsébet brit királynő, Gibraltár címere | Sir Winston Churchill (1874-1965), a gibraltári szikla és Spitfire vadászgépek 1942-ben     | 1995.07.01., 2006.12.01. |            | 2012        |

#### Millenniumi 5 font sterlinges emlékbankjegy 2000
2000-ben a gibraltári Kormányzóság egy 5 font sterlinges emlékbankjegyet bocsátott ki a millennium alkalmából. A címlet előoldala csak kis mértékben tért el - felirat és egy aranyszínű fóliával nyomtatott delfin - az 1995-ös elődjéétől, hátoldalára viszont Tarik ibn Zeyad helyett egy berber makákó, az egyetlen Európában honos majomfaj, utalásként a helyi hagyományra, mely szerint addig áll a terület brit uralom alatt, amíg majmok élnek a sziklán, Gibraltár látképe és egy felvonó került.

#### 10 font sterling 2002.09.10.
2002-ben egy a 2000-es millenniumi 5 font sterlingeshez és a 2004-es tricentennáriumi 20 fontoshoz hasonlóan módosított hátoldalú, azon Eliott tábornok helyett a Casemates Square-t ábrázoló 10-est hoztak forgalomba. Feltételezhető, hogy ezt eredetileg szintén emlékbankjegynek szánták, mivel 2006-ban visszatértek a korábbi, 1995-ös típusú 10 font sterlingesek nyomtatásához.

#### Tricentenáriumi 20 font sterlinges emlékbankjegy 2004.08.04.
2004-ben Gibraltár brit uralom alá kerülésének 300. évfordulója alkalmából egy 20 font sterlinges emlékbankjegy kerül forgalomba. Ez volt az 1995-2006-os kibocsátás egyetlen papírpénze, melyet hologrammal is elláttak. Előoldala megegyezett az 1995-ös és a 2006-os fogalmi változattal, a hátoldalára viszont a John Macintosh Square képe került Nelson admirális és az HMS Victory helyett.

### 2010-es sorozat
Az új címletsor bankjegyei közül a 10 és az 50 fontos 2010. július 8-án, még az 5, a 20 és a 100 font sterlinges 2011. május 11-én került forgalomba. Érdekesség, hogy a széria bankjegyeire a királynő egy régebbi, Peter Grugeon fényképezte, 1977-es, ezüstjubileumi portréja került, modern ábrázolásban. A biztonsági elemek a hibrid 100 font sterlinges kivételével alapvetően hasonlóak a korábbi szériához. Ezt a sorozatot is a Thomas de La Rue (De La Rue plc) cég nyomtatja.
| Névérték | Méret       | Szín               | Leírás                                       | Leírás                                                                   | Dátumok   | Dátumok         | Dátumok     |
| Névérték | Méret       | Szín               | Előoldal                                     | Hátoldal                                                                 | nyomtatás | kibocsátás      | visszavonás |
| -------- | ----------- | ------------------ | -------------------------------------------- | ------------------------------------------------------------------------ | --------- | --------------- | ----------- |
| 5 font   | 135 x 70 mm | zöld               | II. Erzsébet brit királynő, Gibraltár címere | Moorish-vár                                                              | 2011      | 2011. május 11. | forgalomban |
| 10 font  | 141 x 75 mm | kék                | II. Erzsébet brit királynő, Gibraltár címere | John Trumbull festménye: “The Sortie Made by the Garrison of Gibraltar”  | 2010      | 2010. július 8. | forgalomban |
| 20 font  | 150 x 80 mm | lila, narancssárga | II. Erzsébet brit királynő, Gibraltár címere | Az HMS Victory sorhajó visszatérése a trafalgari csata után Gibraltárba. | 2011      | 2011. május 11. | forgalomban |
| 50 font  | 156 x 85 mm | vörös, barna       | II. Erzsébet brit királynő, Gibraltár címere | Casemates-tér                                                            | 2010      | 2010. július 8. | forgalomban |
| 100 font | 164 x 90 mm | lila               | II. Erzsébet brit királynő, Gibraltár címere | Király-bástya                                                            | 2011      | 2011. május 11. | forgalomban |

### 2021-es 5 fontos
| Névérték | Méret       | Szín | Leírás                     | Leírás      | Dátumok   | Dátumok    | Dátumok     |
| Névérték | Méret       | Szín | Előoldal                   | Hátoldal    | nyomtatás | kibocsátás | visszavonás |
| -------- | ----------- | ---- | -------------------------- | ----------- | --------- | ---------- | ----------- |
| 5 font   | 125 × 65 mm | zöld | II. Erzsébet brit királynő | Windsor híd | 2021      | 2021       | forgalomban |

## Emlékbankjegyek
2015. augusztus 21-én bejelentették, hogy 2016 folyamán Sir Joshua Hassan (1915-1997) néhai gibraltári kormányfő születésének 100. évfordulója alkalmából új 100 fontos polimer alapanyagú bankjegyet bocsátanak ki, melyet a De La Rue cég nyomtat Safeguard® műanyagra. A címlet II. Erzsébetet ábrázoló előoldala azonos lesz a 2011-ben forgalomba került 100 font sterlinges papír-polimer hibrid címletével, hátoldalán viszont Sir Joshua Hassan portréja váltja a King's Bastion ábrázolását. 2016. augusztus 23-án Fabian Picardo gibraltári főminiszter és Albert Mena pénzügyminiszter hivatalosan is bemutatták az új, fő biztonsági elemként átlátszó ablakban a királynőt ábrázoló hologrammal ellátott 100 fontost.